# Dipsas sanctijoannis
Dipsas sanctijoannis este o specie de șerpi din genul Dipsas, familia Colubridae, descrisă de Boulenger 1911. Conform Catalogue of Life specia Dipsas sanctijoannis nu are subspecii cunoscute.